# Létó (keresztnév)
A Létó görög mitológiai eredetű női név.

## Gyakorisága
Az 1990-es években szórványos név, a 2000-es években nem szerepel a 100 leggyakoribb női név között.

## Névnapok
ajánlott névnap
- augusztus 12.[2]
- augusztus 30.[2]

## Híres Létók
- Létó, görög mitológiai alak